# Federația Tahitiană de Fotbal
Federația Tahitiană de Fotbal este forul conducător oficial al fotbalului în Polinezia Franceză. Este afiliată la FIFA și la OFC din 1990. Se ocupă cu organizarea echipei naționale și a campionatului intern.

## Președinți
- 1970-1995 : Napoléon Spitz
- 1995 : Freddy Vernaudon (interimar)
- 1995-1997 : Rémi Taea
- 1997-1998 : Reynald Temarii
- 1998-2003 : Evelyne Whitman
- 2003-2004 : Reynald Temarii
- 2004-2007 : Eugène Haereraaroa
- 2007-prezent : Reynald Temarii